# Ofèlia Dracs
Ofèlia Dracs fou un col·lectiu literari català. Estava format per un nucli fix d'escriptors (Joan Rendé, Joaquim Carbó, Jaume Fuster, Maria Antònia Oliver, Joaquim Soler, Josep Albanell, Jaume Cabré, Josep Lluís Seguí, Vicenç Villatoro, Margarida Aritzeta, Isidre Grau) i d'altres d'esporàdics (Quim Monzó, Josep Maria Illa, Xavier Romeu, Carme Riera, Joana Escobedo, que només hi van ser els primers anys, i Assumpció Cantalozella i Roser Vernet, que s'hi van incorporar a la darrera etapa). El col·lectiu va apostar per aprofundir en la literatura de gènere (eròtica, de misteri...), considerant que la literatura catalana també tenia dret a gaudir d'aquest tipus de narrativa com qualsevol altra llengua del món. Darrere del col·lectiu d'escriptors Ofèlia Dracs s'hi amaguen les inicials dels cognoms dels 5 membres fundadors (el col·lectiu fou fundat l'any 1976 o 77): Miquel Desclot, Carles Reig, Josep Albanell, Jaume Cabré i Joaquim Soler. Amb aquest elenc inicial també hi participaven activament en Jaume Fuster, Xavier Romeu i Maria Antònia Oliver.

## Obra publicada
- Deu pometes té el pomer. Barcelona: Tusquets, 1980 (Premi La Sonrisa Vertical 1979)
- Lovecraft, Lovecraft. Barcelona: Edicions 62, 1981
- Negra i consentida. Barcelona: Editorial Laia, 1983
- Essa Efa. recull de contes intergalàctics. Barcelona: Editorial Laia, 1985
- Boccato di cardinali. València: Edicions Tres i Quatre, 1985
- Misteri de reina. València: Edicions Tres i Quatre, 1994

## Altres col·lectius
En l'àmbit de la llengua catalana, altres col·lectius d'escriptors publicats sota un pseudònim com si fossin un sol autor o uns germans són Trencavel (1974-1976), Ignasi Ubach (anys 70 (i 80?), Antoni Munné, Santi Pau, Carles Hac Mor, Félix Fanés i possiblement Biel Mesquida i altres, "textualisme ortodox" al diari Tele/eXpres), Taller Llunàtic (anys 70), Emili Xatard (Joan-Lluís Lluís, Gerard Jacquet, Aleix Renyé, Miquel Sargatal i Joan-Daniel Bezsonoff), que va sorgir els anys 90, les Germanes Quintana (entre altres, Mercè Sarrias, Eulàlia Carrillo, Carmen Abarca, Adelaida Perillós, Gisela Pou, Jo Alexander, Care Santos, Isabel Núñez, Isabel Olesti, Eva Piquer i Míriam Iscla, Mercè Ubach), que van sorgir el 1999, els Germans Miranda (actius entre el 1998 i el 2003, amb Pere Jordi "Piti" Español, Matthew Tree i molts d'altres) i un de nou que ha sorgit el 2010: Unai Siset (Pasqual Alapont, Manuel Baixauli, Esperança Camps, Vicent Borràs, Àlan Greus, Urbà Lozano i Vicent Usó).